# クリスチャン・ギッシャム
クリスチャン・ギッシャム（Christopher "Christian" William Gitsham、1888年10月15日 - 1956年6月16日）は、南アフリカの陸上競技選手である。彼は1912年に開催されたストックホルムオリンピックのマラソン競技で銀メダルを獲得した。

## 経歴
ストックホルムオリンピックのマラソン競技は、19の国から68人の選手が出場して1912年7月14日に行われた。最高気温40度という過酷な条件で行われたこのマラソンでは、出場選手のほぼ半数に当たる33名が途中棄権することになった。ギッシャムは折り返し地点では1位だったが、その後同じく南アフリカ代表のケネス・マッカーサーに抜かれて、約1分遅れの2時間37分52秒0で2位でゴールし、銀メダルを獲得した。
なお、ギッシャムは第一次世界大戦でのオリンピック中止を挟んで次のアントワープオリンピックでもマラソン競技に出場したが、このときは途中棄権している。